# ۱۵۸۴ (میلادی)
۱۵۸۴ (میلادی) هزار و پانصد و هشتاد و چهارمین سال تقویم میلادی است.

## درگذشتگان
‎